# Walentina Jewgenjewna Artemjewa
Walentina Jewgenjewna Artemjewa (russisch Валентина Евгеньевна Артемьева, wiss. Transliteration Valentina Evgen'evna Artem'eva; * 8. Dezember 1986 in Nowosibirsk) ist eine russische Brustschwimmerin.
Artemjewa tritt das erste Mal im November 2008, bei den russischen Kurzbahnmeisterschaften in Moskau ins internationale Rampenlicht, als sie über 50 Meter und 100 Meter Brust jeweils einen neuen Europarekord aufstellte.
Bei den darauf folgenden Kurzbahneuropameisterschaften 2008 in Rijeka konnte sie sich dann über ebendiese Distanzen jeweils einen Europameistertitel sichern. Über 50 Meter Brust, verbesserte sie ihren eigenen Europarekord ebenda noch zweimal, ehe sie eine Woche später in St. Petersburg diesen Rekord nochmals drückte.
Ihren ersten großen internationalen Erfolg auf der Langbahn feierte sie mit dem Erreichen des dritten Platzes bei der Mare Nostrum Schwimmreihe im Juni 2009.